# دار كلثوم بن الهدم
دار كلثوم بن الهدم أحد دور المدينة المنورة، والمرتبطة بالسيرة النبوية، حيث كانت مقام النبي محمد لما أقام في قباء في طريق هجرته من مكة إلى المدينة، وبات فيها أربعة ليلي.

## التاريخ
لما قدم النبي محمد المدينة ونزل في قباء، نزل على كبير الأنصار كلثوم بن الهدم في بيته وضيفًا عليه. كان نومه وراحته في دار كلثوم بن الهدم، وكان مقامه لتعليم المسلمين في دار سعد بن خيشم. أقام الرسول في بيت كلثوم بن الهدم وفي بني عمرو بن عوف أربعة أيام: يوم الاثنين والثلاثاء والأربعاء والخميس. فأسس في هذه المدة مسجدهم القائم الآن وهو مسجد قباء قال تعالى: ﴿لَا تَقُمْ فِيهِ أَبَدًا لَمَسْجِدٌ أُسِّسَ عَلَى التَّقْوَى مِنْ أَوَّلِ يَوْمٍ أَحَقُّ أَنْ تَقُومَ فِيهِ فِيهِ رِجَالٌ يُحِبُّونَ أَنْ يَتَطَهَّرُوا وَاللَّهُ يُحِبُّ الْمُطَّهِّرِينَ ۝١٠٨﴾ [التوبة:108].